# Somatostatină
Somatostatinul este un hormon pancreatic, secretat de sistemul digestiv (celulele delta din insulele Langerhans, stomac și intestin), precum și de creier (nucleul periventricular al hipotalamusului). Secreția sa este stimulată de aproape toți factorii umorali influențați de ingestia alimentelor, începând cu creșterea nivelelor aminoacizilor, glucozei și acizilor grași în sange, și sfârșind cu concentrația crescută a unor hormoni gastro-intestinali (secretina etc).
Somatostatinul are 2 forme active, rezultate prin clivarea pre-proteinei: una cu 14 aminoacizi și una cu 28 de aminoacizi.
La nivelul pancreasului, somatostatinul are un efect inhibitor atât asupra secreției de insulină, cât și a celei de glucagon.

## Funcții
Somatostatinul are efect inhibitor:

### Glanda pituitară anterioară
- inhibă eliberarea hormonului de creștere,
- inhibă eliberarea TSH.
- Inhiba secretia de Prolactina

### Sistem gastrointestinal
- inhibă hormonii gastrointestinali: gastrina, colecistokinina, secretina, motilina, enteroglucagon etc
- inhibă secreția exocrină și endocrină a pancreasului,
- inhibă motilitatea secrețiilor și a absorbției nutrimentelor, reduce contracțiile mușchilor netezi, precum și influxul sangvin la nivelul tractului gastrointestinal.